# Stanisław Wójtowicz
Stanisław Wójtowicz (ur. 29 września 1899 w Józwowie, zm. 1 stycznia 1936 (3 stycznia 1937) w Piotrkowie) – polski polityk, działacz ludowy, członek Stronnictwa Chłopskiego, współzałożyciel i przywódca Zjednoczenia Lewicy Chłopskiej „Samopomoc”.

## Życiorys
Działalność polityczną rozpoczął w popularnym wówczas na Lubelszczyźnie Chłopskim Stronnictwie Radykalnym. Po wykluczeniu z partii ks. Eugeniusza Okonia 31 stycznia 1926 został członkiem 25-osobowej komisji mającej na celu opracowanie dalszego programu Stronnictwa oraz objął funkcję redaktora naczelnego wydawanego przez rozłamowców organu prasowego „Głos Chłopski”. 
W lutym 1926 przeszedł do Stronnictwa Chłopskiego, w którym pełnił funkcję sekretarza lubelskiego Zarządu Wojewódzkiego. W drugiej połowie 1926 nawiązał współpracę z działaczami Niezależnej Partii Chłopskiej, organizując wspólne wiece i zebrania organizacyjne kół NPCh i SCh; działalność ta doprowadziła do narastającego konfliktu z liderem Stronnictwa Chłopskiego w województwie lubelskim, Stefanem Tatarczakiem. W sierpniu 1927 założył spółdzielnię rolniczą „Związek Samopomocy Chłopskiej” działającą przy Zarządzie Wojewódzkim SCh w Lublinie, a podczas odbywającego się w dniach 6-7 listopada zjazdu Zrzeszenia Gmin Wiejskich był jednym z 18 założycieli Komitetu Lewicy Chłopskiej.
23 grudnia 1927 Zarząd Główny Stronnictwa Chłopskiego wykluczył go z partii, w związku z czym założony przez Wójtowicza Związek Samopomocy Chłopskiej przekształcił się w odrębną partię polityczną – Zjednoczenie Lewicy Chłopskiej „Samopomoc”. W wyborach z 4 marca 1928 roku uzyskał 18 122 głosy, obejmując w okręgu lubelskim jedyny dla Zjednoczenia mandat poselski. W sierpniu 1928 wziął udział w zjeździe III Międzynarodówki, chcąc przeprowadzić rozmowy z przebywającymi wówczas w Moskwie byłymi działaczami Niezależnej Partii Chłopskiej (m.in. Sylwester Wojewódzki, Alfred Fiderkiewicz), a 14 września objął funkcję prezesa Zarządu Głównego ZLCh Samopomoc.
W dniach 3-4 lipca 1929 roku wziął udział w Europejskiej Konferencji Chłopskiej w Berlinie, pełniąc funkcję przewodniczącego konferencji; w roku 1930 wziął także udział w odbywającym się od 27 do 29 marca Europejskim Kongresie Chłopskim. W połowie 1930 roku zachorował na gruźlicę płuc, którą leczył w sanatoriach w Szwajcarii i Francji. Po wyborach brzeskich w obawie o represje związane z działalnością polityczną wyemigrował do Związku Radzieckiego, z którego powrócił w 1935 roku. Został aresztowany na granicy polsko-radzieckiej i osadzony w więzieniu na Zamku Królewskim w Lublinie. Ze względu na stan zdrowia został zwolniony z więzienia i skierowany do domu rodzinnego w Piotrkowie, gdzie do śmierci pozostawał pod dozorem policji. 
Stanisław Wójtowicz zmarł 1 stycznia 1936 i został pochowany na cmentarzu w Krzczonowie.